# Ministr zahraničních věcí Spojeného království
Ministr zahraničních věcí Spojeného království (oficiálně anglicky: Secretary of state for foreign, Commonwealth and development affairs, česky: ministr zahraničí, Commonwealthu a rozvojových záležitostí) je ministr vlády Spojeného království Velké Británie a Severního Irska stojící v čele ministerstva zahraničí, Commonwealthu a rozvoje (Foreign, Commonwealth and Development Office). Jedná se o jeden z nejvýznamnějších úřadů výkonné moci, který je součástí britského kabinetu, a v rámci vlády čtyř hlavních úřadů spolčených v Great Offices of State. V žebříčku důležitosti kabinetních pozic ministru zahraničí k roku 2022 náležela čtvrtá příčka za premiérem, vicepremiérem a ministrem financí.
Úřad byl původně zřízen v roce 1782 reformou státní správy. Roku 1968 se uskutečnilo sloučení funkcí ministra zahraničí a ministra pro záležitosti Commonwealthu. V roce 2020 došlo k rozšíření ministerské gesce, když úřadující ministr zahraničí Dominic Raab získal odpovědnost za agendu rozpuštěného ministerstva pro mezinárodní rozvoj.
Od července 2024 je ministrem zahraničních věcí David Lammy působící v labouristickém kabinetu Keira Starmera.

## Historie úřadu

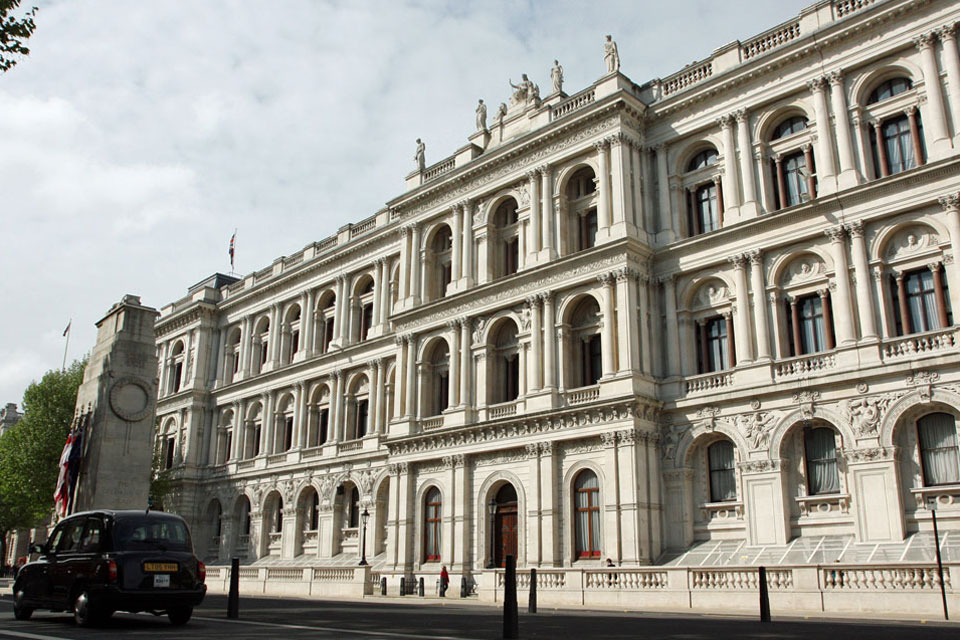
Budova britského ministerstva zahraničí v Londýně

Úřad státního sekretáře jako výkonného ministra se v Anglii připomíná již ve 13. století pod názvem Principal Secretary of State. Do 16. století byl státní sekretář jeden, od roku 1539 za vlády Jindřicha VIII. probíhala správa státních záležitostí pod kontrolou dvou státních sekretářů. Dva státní sekretáři zůstali zachování i v době restaurace Stuartovců po roce 1660 s tím, že jejich kompetence nebyly rozděleny podle resortů, ale regionů - Secretary of State for the Northern Department (státní sekretář severního departmentu, tj. severní oblasti Anglie) a Secretary of State for Southern Department (státní sekretář jižního departmentu, tj. jižní Anglie a Wales). Oba státní sekretáři měli zároveň na starost zahraniční záležitosti, jejich kompetence ale nebyly přesně rozděleny. Postupem doby se situace vyvinula tak, že jižní sekretář měl na starost vztahy s katolickými a muslimskými státy, severní sekretář naopak s protestantskými zeměmi. Za vlády Viléma III. a později po nástupu hannoverské dynastie se do popředí dostaly vztahy s Nizozemím a německými protestantskými státy, proto se sekretář severního departmentu již od počátku od 18. století v literatuře označuje jako ministr zahraničí, i když to není zcela přesné.
Po neúspěšném pokusu udržet kolonie v Severní Americe došlo v roce 1782 k rozsáhlé reorganizaci státní správy. Došlo ke zřízení ministerstva vnitra a ministerstva zahraničí, oba tyto úřady ale v podstatě navazovaly na dosavadní sekretariáty jižního a severního departmentu. Pod ministerstvo vnitro dočasně přešla také správa zámořských kolonií po zrušení ministerstva kolonií a úřadu pro obchod, zatímco nově ustanovený ministr zahraničí měl v kompetenci výhradně zahraniční vztahy. Ministr měl k dispozici poměrně rozsáhlý úřednický aparát a jednalo se také o velmi dobře placený post (od roku 1831 pobíral ministr roční plat 6 000 liber). Zástupcem ministra byl státní podsekretář (Under-Secretary of State for Foreign Affairs). V letech 1782–1828 byli státní podsekretáři dva, poté jeden, před druhou světovou válkou byli opět dva. Funkce státního podsekretáře byla obměňována v závislosti na výsledku voleb, od roku 1790 ale na ministerstvu existoval i post stálého státního podsekretáře (Permanent Under-Secretary of State for Foreign Affairs), kterou obsazovali profesionální úředníci a diplomaté.
Funkci ministra zahraničí jako jednu z nejdůležitějších ve vládě zastávali až do 20. století převážně příslušníci nejvyšší šlechty často propojení příbuzenskými vazbami, několikrát byl úřad personálně spojen s postem premiéra. Stejně jako na jiných ministerstvech platila zásada, že pokud byl ministr členem Sněmovny lordů, jeho náměstek (státní podsekretář) musel zasedat v Dolní sněmovně, aby mohl obhajovat činnost ministerstva před poslanci. Po druhé světové válce vzniklo ministerstvo pro záležitosti Commonwealthu (1947), oba úřady byly sloučeny v jeden v roce 1968.